# Cuộc nổi dậy ở Jammu và Kashmir
Cuộc nổi dậy ở Jammu và Kashmir đã tồn tại dưới nhiều hình thức khác nhau. Hàng ngàn mạng sống đã bị tước đoạt kể từ năm 1989 do sự gia tăng của cuộc nổi dậy và hoạt động của quân đội Ấn Độ chống lại các nhóm khủng bố từ cộng đồng Hồi giáo tập trung ở phía tây Kashmir, nơi đông dân nhất (Thung lũng Srinagar) và tạo thành phần lớn dân số của bang, nhưng một số trong đó không chấp nhận sự cai trị của Ấn Độ.

## Lịch sử của cuộc xung đột

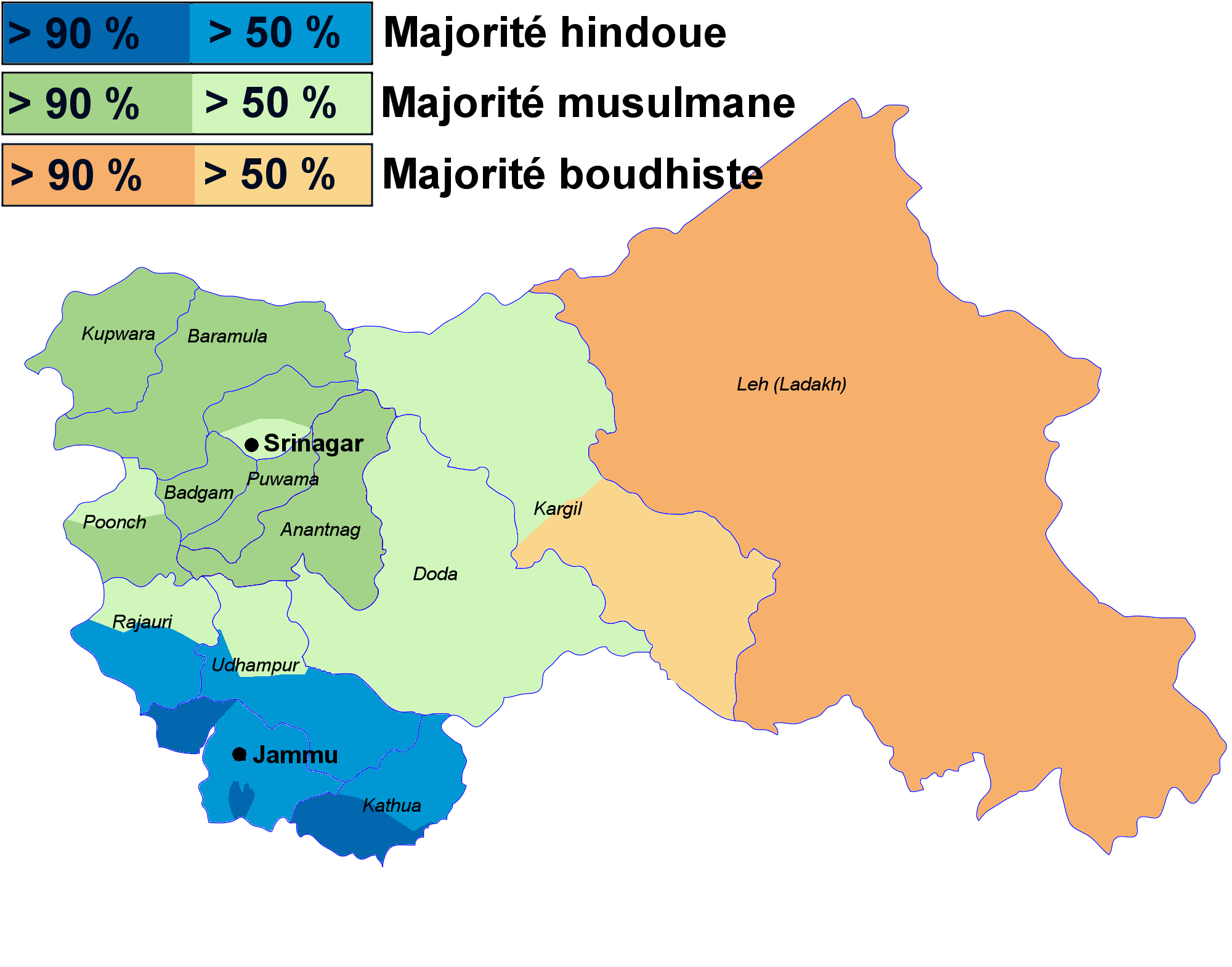
Tôn giáo tại Jammu và Kashmir.

### Tổng quan
Cuộc nổi dậy bắt đầu sau cuộc bầu cử năm 1987. Nó được truyền cảm hứng từ việc Liên Xô rút chạy khỏi Afghanistan, một số Mujahideen được Pakistan hậu thuẫn xâm nhập vào Kashmir với mục đích truyền bá tư tưởng Hồi giáo.
Cơ quan Tình báo Liên ngành Pakistan bị Ấn Độ cáo buộc hỗ trợ và huấn luyện người dân tộc Hồi giáo chiến đấu ở Jammu và Kashmir. Theo số liệu chính thức của chính phủ Ấn Độ, đã có 3.400 trường hợp mất tích và cuộc xung đột đã giết chết hơn 47.000 người vào tháng 7 năm 2009. Tuy nhiên, số người chết liên quan đến nổi dậy đã giảm mạnh do bắt đầu một tiến trình hòa bình giữa Ấn Độ và Pakistan.
Người ta cũng không rõ liệu Al Qaeda có sự hiện diện ở Kashmir hay không. Bộ trưởng Quốc phòng Mỹ Donald Rumsfeld cho biết nhóm khủng bố đang hoạt động ở khu vực 9. Năm 2002, SAS đã theo dõi Osama bin Laden thông qua Jammu và Kashmir. Al Qaeda tuyên bố đã thành lập một căn cứ ở Jammu và Kashmir. Tuy nhiên, những tuyên bố này chưa bao giờ được xác nhận. Quân đội Ấn Độ nói rằng không có bằng chứng về sự hiện diện của Al Qaeda ở Kashmir. Theo Robert Gates, mặc dù vậy, một nhóm khủng bố được cho là đã thành lập các căn cứ ở vùng Kashmir do Pakistan quản lý, cho thấy họ sẽ lên kế hoạch tấn công chống lại Ấn Độ.
Kể từ năm 2000, cuộc nổi dậy đã giảm dần về cường độ và có hình thức biểu tình. Một số nhóm nổi dậy cũng đã chọn cách bỏ vũ khí xuống và tìm cách giải quyết hòa bình cho cuộc xung đột. Khoảng 29.000 đến 100.000 dân thường đã bị giết kể từ khi bắt đầu nổi dậy.